# Јорквил (Илиноис)
Јорквил (енгл. Yorkville) град је у америчкој савезној држави Илиноис. По попису становништва из 2010. у њему је живело 16.921 становника.

## Демографија
Према попису становништва из 2010. у граду је живело 16.921 становника, што је 10.732 (173,4%) становника више него 2000. године.
| Група             | 2000.         | 2010.          |
| Белци             | 5.895 (95,2%) | 14.109 (83,4%) |
| Афроамериканци    | 26 (0,4%)     | 562 (3,3%)     |
| Азијати           | 24 (0,4%)     | 261 (1,5%)     |
| Хиспаноамериканци | 182 (2,9%)    | 1.791 (10,6%)  |
| Укупно            | 6.189         | 16.921         |